# 埃贡·德鲁兹
埃贡·德鲁兹（德語：Egon Drews，1926年6月1日—2011年1月13日），德国男子皮划艇运动员。他曾代表德国和德国联队参加1952年和1956年夏季奥林匹克运动会皮划艇比赛，其中1952年奥运会获得二枚铜牌。